# Plymouth (Connecticut)
Plymouth è un comune di 12.183 abitanti degli Stati Uniti d'America, situato nella Contea di Litchfield nello Stato del Connecticut.